# 国家承認を得た国連非加盟の国と地域の一覧
本項目は国家承認を得た国際連合非加盟の国と地域の一覧（こっかしょうにん を えた こくさいれんごう ひかめい の くに と ちいき の いちらん）である。

## 掲載基準
- 国際社会に生まれた新しい国に対して他の国が承認を与えることを「国家承認」という[1]。本項目ではこうした承認を他の国から受けたものを掲載対象とするが、国家承認を与える側が国とされていることを確認できない場合は掲載対象から除外する。
- 2011年の南スーダン加盟以降、国連には193ヵ国が加盟している[2]。本項目では、これら国連加盟国は掲載対象から除外する。
- 国連加盟国からの国家承認がある地域の場合、承認国数の表記は「xxx/193」とし、承認比率を示す。国連加盟国からの国家承認がなく、非加盟国からのみ承認されている場合、分母は記さない。また、承認国の内訳は個別記事を参照のこと。

## 1か国以上の国際連合加盟国から国家承認を受けている地域

### 国連総会オブザーバー資格を有する国
バチカン市国 - 承認国数：180/193（詳細はバチカン § 国際関係を参照。2023年2月時点）
1929年のラテラノ条約でイタリア王国から独立承認。1964年から「聖座」の名義で国際連合総会オブザーバーに参加しており、2004年には投票権を除いた国連加盟国が有する全ての権利を認められた。
 パレスチナ国 - 承認国数：147/193（詳細はパレスチナ国 § 国際関係を参照。2025年2月時点）
1988年に独立宣言。パレスチナ問題の解決を目指す1947年のパレスチナ分割決議によって、イギリス委任統治領パレスチナの分割並びにパレスチナ人国家とユダヤ人国家の創設が定められたが、パレスチナ人はこれを不服として第一次中東戦争に至ったために実現には至らなかった。パレスチナは第三次中東戦争以降全域がイスラエルの占領下に置かれたが、第1次インティファーダの過程において、パレスチナ解放機構が1988年にパレスチナの独立宣言を出し、オスロ合意に基づいて1994年にパレスチナ自治政府が設立された。自治政府は2011年に国連加盟申請を行い、同年にUNESCOに加盟し、2012年には国際連合総会オブザーバーとなった。

### 元国連加盟国
中華民国 - 承認国数：11/193（詳細は中華民国 § 国際関係を参照。2024年1月時点）
1912年に建国。国共内戦の過程において、1949年に中国共産党によって中華人民共和国が建国され、中華民国の中国国民党政府が中国大陸から台湾島へ撤退すると、双方が「正統性を有する唯一の中国の国家（一つの中国）」としての地位を主張する分断国家となった。分断後も、国連における中国代表権は中華民国が保有していたが、1971年のアルバニア決議によって代表権は中華人民共和国のものとなり、中華民国は国連を脱退した。中華人民共和国は他国に対して「二つの中国」を認めず、建国以来一度も統治できていない台湾の主権帰属先は自国に正統性があるとの方針を貫いている（台湾問題）ものの、日本やアメリカ合衆国などの西側諸国は、中華人民共和国の台湾に関する主張について同意はしていないという立場を取っている。2000年代以降は中華人民共和国の経済的な影響力が増大し、他国を支援することが多くなってきたため、中華民国を国家承認する国は年々減少している。ただし、中華民国を国家承認しない一部の国においては、非政府間の実務関係を維持しており、台湾側の対外窓口として台北経済文化代表処を設置している。

### 国連に参加・加盟した実績が無い地域
コソボ共和国 - 承認国数：107/193（詳細はコソボ § 独立を承認している国・地域一覧を参照。2025年5月時点）
2008年にセルビアから独立宣言。第一次バルカン戦争の過程で、1912年にオスマン帝国からの独立を宣言したアルバニアに帰属したが、1913年の戦後処理においてセルビア王国 （後のセルビア人・クロアチア人・スロベニア人王国→ユーゴスラビア王国→セルビア救国政府→セルビア人民共和国）の領土となった。ユーゴスラビア連邦人民共和国（後のユーゴスラビア社会主義連邦共和国 →ユーゴスラビア連邦共和国）の体制下で1946年にセルビア人民共和国（後のセルビア社会主義共和国→セルビア共和国）にコソボ・メトヒヤ自治州（第一次）が設立され、1974年に自治権を拡大したコソボ社会主義自治州に移行されたが、1989年に成立したスロボダン・ミロシェヴィッチ政権は、セルビア民族統一主義政策の一環として自治権を縮小したコソボ・メトヒヤ自治州（第二次）を設立した。この措置に対してアルバニア系住民が反発し、1991年にコソボ共和国の独立を宣言した。1998年に勃発したコソボ紛争の結果、ユーゴスラビア連邦共和国の実効支配下を離脱し、国際連合コソボ暫定行政ミッションの統治下でコソボ地位問題の解決を目指していたが、2007年に国連暫定統治終了後の地位を巡る交渉が決裂したことによって一方的な独立に至った。
 クック諸島 - 承認国数：65/193（詳細はクック諸島 § 外交関係を参照。2025年5月時点）
2001年のニュージーランドとの共同宣言において、自由連合関係を維持しながら、主権独立国家として外交を行うことが宣言された。元々はニュージーランドの属領であったが、1965年に内政自治権を獲得、1973年には独自外交を行うとの宣言が出され、2001年の共同宣言に至った。しかし、防衛と一定限度の外交はニュージーランドが責任を負っていること、自由連合の取り決めによりクック諸島国民はニュージーランドの市民権を保持していることから、国家承認をしていない国が多く存在する。
 サハラ・アラブ民主共和国 - 承認国数：46/193（詳細はサハラ・アラブ民主共和国 § 国際関係を参照。2022年9月時点）
1976年にスペインから独立宣言。1884年からスペインの植民地（スペイン領サハラ）となっていた西サハラの返還運動がモロッコとモーリタニアで高まった事を受け、1975年に三者間でマドリード協定が締結されてスペインは西サハラから撤退した。協定ではモロッコとモーリタニアによる西サハラの分割統治が定められたが、独立志向のサハラウィー人を主体とする現地住民はこれを不服とし、1973年にポリサリオ戦線を組織してアルジェリアの支援の下で独立を宣言した。独立宣言直後から西サハラ戦争が本格化し、1979年にモーリタニアは西サハラから撤退したものの、1991年の停戦以降は、約7割に当る地域をモロッコが実効支配している。サハラ・アラブ共和国は西サハラの約3割を実効支配しているが、政府組織はアルジェリアに本拠地を置いたままとなっている。1991年に国際連合西サハラ住民投票ミッションが設立されたものの、住民投票実施の見通しは立っていない（西サハラ問題）。
 ニウエ - 承認国数：25/193（詳細はニウエの国際関係を参照。2024年12月時点）
1974年に内政自治権を獲得、ニュージーランドの自由連合国となった。主権国家宣言はなされていないが、2007年に中華人民共和国が初めて国家承認した。しかし、防衛と外交はニュージーランドが責任を負っていること、自由連合の取り決めによりニウエ国民はニュージーランドの市民権を保持していることから、国家承認をしていない国が多く存在する。
 南オセチア共和国 - 承認国数：5/193（詳細は南オセチア § 外交を参照。2018年5月時点）
1991年にジョージアから独立宣言。1921年にグルジア・ソビエト社会主義共和国の自治州である南オセチア自治州が設立されたが、ジョージアはカルトヴェリ人の民族主義政策強化の一環として1990年に自治州を廃止した。これに対して南オセチア自治州に多く居住するオセット人が反発し、1991年のソビエト連邦からのジョージア独立直前に勃発した第一次南オセチア紛争を経て独立に至った。2008年の第二次南オセチア紛争の結果、ジョージアが南オセチアの一部で有していた支配権を獲得し、ロシアによって独立が承認された。
 アブハジア共和国 - 承認国数：5/193（詳細はアブハジア § 外交を参照。2018年5月時点）
1992年にジョージアから独立宣言。1921年にソビエト連邦によってアブハジア社会主義ソビエト共和国が設立されたが、1931年にグルジア・ソビエト社会主義共和国の自治共和国であるアブハズ自治ソビエト社会主義共和国へと降格された。1991年にジョージアはソビエト連邦から独立し、新たにアブハジア自治共和国が設立されたものの、ジョージアはカルトヴェリ人の民族主義政策強化の一環として1992年に憲法改正を実施すると、これを自治権の廃止と捉えて反発したアブハズ人が独立を宣言し、宣言直後に勃発したアブハジア戦争を経て実効支配を確立した。2008年の南オセチア紛争の結果、ジョージアがアブハジアの一部で有していた支配権を獲得し、ロシアによって独立が承認された。
 北キプロス・トルコ共和国 - 承認国数：1/193（詳細は北キプロス・トルコ共和国#国際関係 § 外交を参照）
1983年にキプロスから独立宣言。1960年に独立したキプロス共和国政府はギリシャ系住民とトルコ系住民の共存を目指していたが、キプロス紛争の過程において1974年にギリシャ軍事政権の支援を受けたギリシア系民兵によるクーデターで政権が崩壊した。これに対し、エノシス（全キプロスのギリシャへの統合）実現の可能性を恐れたトルコは「トルコ系住民保護」を名目にトルコ軍をキプロスへ侵攻させ、キプロスは北部のトルコ軍実効支配地域と南部のキプロス政府実効支配地域に分断された。1975年にトルコ軍実効支配地域はキプロス連邦トルコ人共和国を建国して連邦制によるキプロス共和国政府との再統合を目指したものの、分断以前の体制への復帰を望む共和国政府との統合交渉が決裂したことによって独立に至った。
 チェチェン・イチケリア共和国 - 承認国数：1/193（詳細はチェチェン・イチケリア共和国 § 外交関係を参照）
1991年にソビエト連邦から独立宣言。ロシアとの間で第一次チェチェン紛争および第二次チェチェン紛争が勃発し、2000年には国家としての実態を失った。ただし、その後も残存武装勢力や亡命政府が活動を行っている。2022年ロシアのウクライナ侵攻を契機として、ウクライナのウォロディミル・ゼレンスキー政権が「一時的に占領された国家」として国家承認を行った（ウクライナのチェチェン・イチケリア共和国承認）。

## 国際連合非加盟国のみが国家承認している地域
リベルランド自由共和国 - 承認国数：3（詳細はリベルランド § 外交を参照）
クロアチアとセルビアの国境付近にある空白地帯において2015年に建国されたミクロネーション。2017年にソマリランドと相互承認が行われた。また、同じくミクロネーション国家である エンクラバ王国、 北スーダン王国からも承認を得ている。
 沿ドニエストル共和国 - 承認国数：2（詳細は沿ドニエストル共和国 § 外交を参照）
1990年にモルダヴィア・ソビエト社会主義共和国（現:モルドバ）から独立宣言。1924年にソビエト連邦がモルダヴィア自治ソビエト社会主義共和国をウクライナ・ソビエト社会主義共和国の自治共和国として設立したが、1940年にソ連がルーマニアからベッサラビアを獲得すると、新設されたモルダヴィア・ソビエト社会主義共和国に組み込まれて消滅した。その後、ペレストロイカの過程でモルダヴィア政府がモルドバ人民族主義政策および親ルーマニア政策を強めたことに対し、ドニエストル川東岸に多く居住するロシア系住民が反発して独立を宣言するに至った。1992年に勃発したトランスニストリア戦争の勝利によって実効支配を確実なものとしている。
 ソマリランド共和国 - 承認国数：2（詳細はソマリランド § 外交を参照）
1991年にソマリアから独立宣言。1884年からイギリス領ソマリランドとしてイギリスの植民地（後に保護領）となり、1960年にイタリア信託統治領ソマリアとの統合を前提にソマリランド国として独立し、直後に統一ソマリアに組み込まれた。その後、ソマリア内戦の過程で1991年にモハメド・シアド・バーレ政権が崩壊すると、同政権に弾圧されていたイサック主体のソマリ国民運動によって独立が宣言され、ソマリア北西部を実効支配した。旧イギリス領ソマリランド一帯を領土と主張しているが、隣接するプントランドと境界紛争（プントランド・ソマリランド紛争）を抱えている。事実上の独立国家として機能しており、隣国エチオピアとは駐在員を相互に派遣しあう関係にある。2020年7月に、中華民国と相互に承認し外交事務所を開設した。